# جنوب ایتالیا
جنوب ایتالیا یا ایتالیای جنوبی (به ایتالیایی: Sud Italia)، جنوب کشور ایتالیا است. این اصطلاح هم دارای کاربرد تاریخی است و هم معنای فرهنگی. این بخش از کشور ایتالیا ۱۲۳٬۰۲۴ کیلومتر مربع مساحت دارد.
ایتالیای جنوبی بخش پایینی «چکمهٔ» ایتالیا را می‌سازد که شامل قوزک (کامپانیا)، انگشت (کالابریا)، قوس (باسیلیکاتا) و پاشنه (پولیا) می‌شود. سیسیل و ساردینیا نیز دو جزیرهٔ بزرگ واقع در جنوب ایتالیا هستند.

## ناحیه‌ها
به‌طور کلی جنوب ایتالیا شامل مناطق اداری متناسب با گستره ژئوپلیتیک تاریخی پادشاهی دو سیسیل است که از ابروتزو، پولیا، باسیلیکاتا، کامپانیا، کالابریا، مولیزه و سیسیل آغاز می‌شود؛ به همین دلیل تاریخی و این واقعیت که گویش‌های ایتالیایی جنوبی نیز در این مناطق رایج هستند، برخی جنوبی و شرقی‌ترین بخش‌های لاتزیو (مناطق فروزینونه، سورا، کاسینو، گائتا، چیتادواله، فرمیا و اماتریس) را نیز جزو جنوب ایتالیا در نظر می‌گردند. گرچه جزیره ساردینیا از نظر فرهنگی، زبانی و تاریخی کمتر از مناطق پیشتر یاد شده با آن‌ها در ارتباط است بیشتر برای اهداف آماری و اقتضادی جزء جنوب ایتالیا در نظر گرفته می‌شود.

## فرهنگ

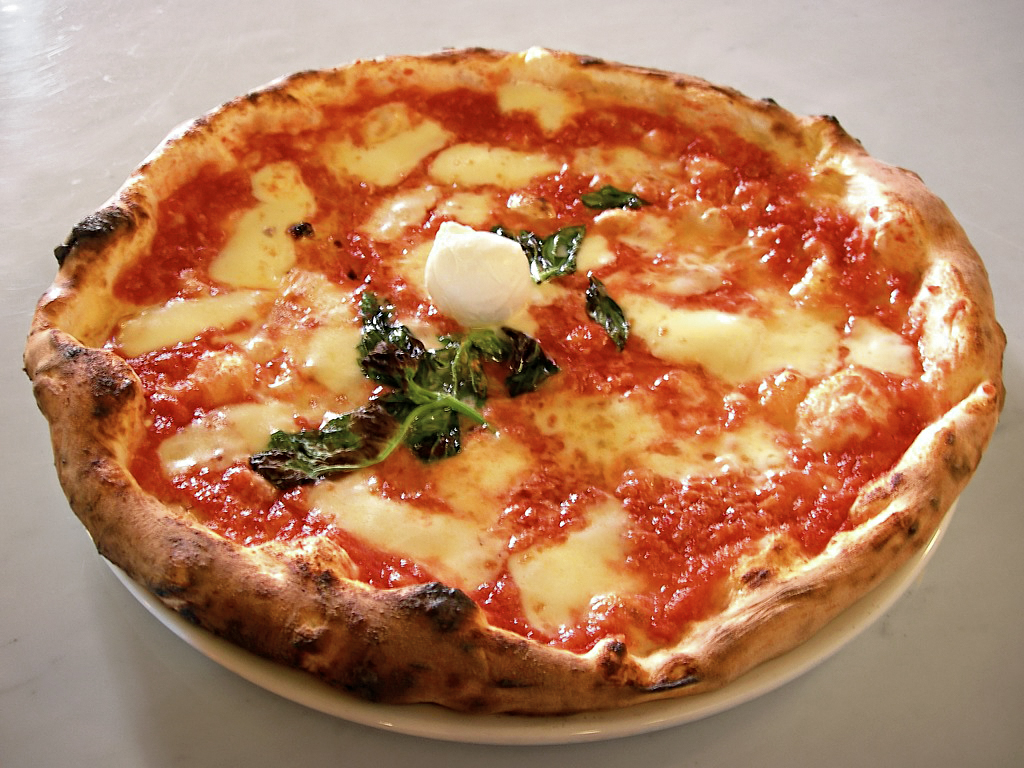
پیتزا برای نخستین بار در ناپل پخته شد.

مناطق جنوب ایتالیا در معرض تأثیرهای تاریخی متفاوتی نسبت به بقیه شبه‌جزیره بودند که مهم‌ترین آن‌ها استعمار یونان بود. نفوذ یونان در جنوب ایتالیا تا زمان لاتین‌سازی در زمان پرینکیپاته بسیار زیاد بود. تأثیرات یونان در اواخر امپراتوری روم، به ویژه پس از فتح دوباره ژوستینین و امپراتوری بیزانس، به منطقه بازگشت.
سیسیل که در قرون وسطی یک فرهنگ نورمن-عربی-بیزانسی داشت، توسط مسلمانان فتح و برای مدتی به یک امارت تبدیل شد و از طریق آن بود که عناصر فرهنگ عربی به ایتالیا و اروپا وارد شدند. بقیه سرزمین اصلی درگیر جنگ قدرت در میان بیزانس‌ها، لمباردها و فرانک‌ها بود. افزون بر این، ونیزی‌ها نیز پایگاه‌هایی را برای تجارت با بیزانتیوم و خاور نزدیک در این منطقه تأسیس کردند.
تا پیش از فتح جنوب ایتالیا توسط نورمن‌ها در سده‌های ۱۱ و ۱۲، این منطقه پیرو آیین شرقی مسیحیت (یونانی) بود. نورمن‌ها که در قرون وسطی در سیسیل و جنوب ایتالیا ساکن شدند، تأثیر قابل توجهی بر معماری، مذهب و فرهنگ این منطقه داشتند. سپس جنوب ایتالیا تحت حاکمیت قدرت‌های جدید اروپا، در آغاز تاج‌وتخت آراگون، سپس اسپانیا و پس از آن اتریش قرار گرفت. اسپانیایی‌ها که بیش از سه قرن بر این منطقه حکومت داشتند، تأثیر عمده‌ای بر فرهنگ آن گذاشتند.